# BLA Stockholm
BLA Stockholm är ett produktionsbolag som gör TV, film och reklam med fokus på dockor och animation.
BLA startade 1995 som ett teaterproduktionsbolag (Spindelmannen möter varulven, Scalateatern 1995). Sedan dess har bolaget gjort bland annat Allram Eest, Höjdarna, Janne och Mertzi, Rydberg, den skånske boxaren, ComHem-reklamfilmer med dockor, och För alla åldrar.
Bokstäverna BLA står för initialerna på efternamnet på de tre initiativtagarna:
- B - Helena Äwe Bäckman - Driver BLA:s dockmakeri. Har gjort dockor till BLA-produktioner, men också till bland annat Hotell Kantarell och norska Kometkamratene som visas i NRK.
- L - Petter Lennstrand - Skaparen av de flesta BLA-produktionerna. Jobbar bland annat som regissör och dockspelare. Spelade bland annat Allram, Janne och Rydberg.
- A - Patrik Arve - Verksam i BLA som musiker och grafisk designer.